# Мегеденюк, Марк Степанович
Марк Степанович Мегединюк (укр. Марко́ Степа́нович Мегединю́к; 1842, с. Речка (ныне Косовского района Ивано-Франковской области Украины) — 1912, там же) — украинский народный резчик.
Основоположник речковской школы резьбы по дереву. М. Мегединюк вошел в историю гуцульского народного искусства также и как один из первых мастеров, применивших художественную обработку цветных металлов. Чеканку и гравировку он мастерски сочетал в своих изделиях с деревом и бисером.
Изготовлял декоративные тарелки, шкатулки, бочонки, подсвечники, топорики, кресты, цимбалы, блюда, трости и украшал их геометрическим орнаментом из разноцветного бисера нежных и тонко гармонизированных оттенков. Первым применил бисер для декорирования изготовленных им изделий.
Одной из самых известных его творческих работ был крест из сливового дерева, изготовленный для австрийского императора Франца Иосифа. Этот крест находился в частной коллекции императора.
Произведения Мегединюка экспонировались на выставках в Кракове (1887), Львове (1894,1905), Коломые (1912).
На сельскохозяйственной и промышленной выставке в Кракове за цимбалы, украшенные бисером и медной проволокой был награждён бронзовой медалью. На коломыйской выставке в 1912 году Мегединюк получил золотую медаль за резные изделия. Также его изделия экспонировались на «Выставке домашнего промысла» в г. Коломыя.
Сейчас отдельные работы мастера хранятся в Украинском музее этнографии и художественного промысла во Львове, Львовском национальном музее имени Андрея Шептицкого.